# Демократическая социалистическая партия (Непал)
Демократическая социалистическая партия (непальск. लोकतान्त्रिक समाजवादी पार्टी, Локтантрик Самаджбади Парти) — шестая по величине политическая партия в Непале. Новая левоцентристская партия была официально объявлена и зарегистрирована в Избирательной комиссии Непала 18 августа 2021 года.
Президент новой партии — Маханта Тхакур, бывший министр от Непальского конгресса и участник ряда мадхесийских партий. Предвыборным символом партии является велосипед.
Со своего основания в августе 2021 года партия стала младшим союзником в правительстве Шер Бахадура Деубы во главе с Непальским конгрессом и при участии Коммунистической партии Непала (маоистский центр), Компартии (объединённой социалистической) и Народно-социалистической партии.

## История
Президент Непала Бидхья Деви Бхандари издала второй указ о внесении поправок в Закон о политических партиях 18 августа 2021 года. Это открыло путь для оформления раскола между двумя фракциями Народно-социалистической партии (Джаната Самаджбади Парти, Непал). Фракция партии во главе с Махантхой Тхакуром, у которой был длительный спор с председателем партии Упендрой Ядавом, зарегистрировала свою партию в Избирательной комиссии.
Сама Народно-социалистическая партия, Непал была результатом недавнего (2020) объединения Социалистической партии, Непал (Самаджбади Парти, учреждённой в 2019 году Федеральным социалистическим форумом Упендры Ядава и Партией новых сил Бабурама Бхаттараи) и Национальной народной партии, Непал (Растрия Джаната Парти Непал, образованной в 2017 года из ряда меньших политсил, опирающихся на проживающие в тераях народности мадхеси). Из-за изначальной разнородности составляющих НСНП в ней сразу наметились разногласия.
На момент запуска образовавшаяся при расколе сила, получившая название Народно-социалистическая партия, Непал (демократическая) утверждала, что будет насчитывать 15 депутатов в двух национальных палатах парламента. Также был заявлен Центральный комитет в составе 24 членов.

## Представительство в органах власти
| Парламент                        | Лидер парламентской партии | Пратинидхи Сабха | Растрия Сабха |
| -------------------------------- | -------------------------- | ---------------- | ------------- |
| 1-й федеральный парламент Непала | Маханта Тхакур             | 13 из 275        | 1 из 59       |

| Провинция   | Количество членов | Должность | Лидер парламентской партии |
| ----------- | ----------------- | --------- | -------------------------- |
| Мадхеш      | 16 из 107         | 3-й       | Джитендра Прасад Сонал     |
| Судурпаштин | 1 из 53           | 5-й       | Кришна Чаудхари            |